# 里昂第四区
里昂第四区是法国里昂的九个区之一。面积2.93平方公里，人口33797人。
里昂第四区成立于1852年3月24日，是最早成立的五个区之一，其边界与原红十字山镇相同。

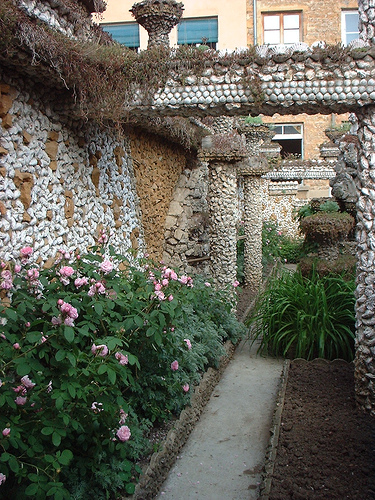
Jardin Rosa Mir

45°46′40.69″N 4°49′40.53″E / 45.7779694°N 4.8279250°E